# Xã Lotts Creek, Quận Ringgold, Iowa
Xã Lotts Creek (tiếng Anh: Lotts Creek Township) là một xã thuộc quận Ringgold, tiểu bang Iowa, Hoa Kỳ. Năm 2010, dân số của xã này là 77 người.